# ميناء رييكا
ميناء رييكا (الكرواتية: لوكا رييكا، IPA: [lǔːka rijěːka]) هو ميناء بحري في رييكا، كرواتيا، يقع على شاطئ خليج كفارنير في البحر الأدرياتيكي. تعود السجلات الأولى للميناء إلى عام 1281. وكان الميناء الرئيسي لمملكة المجر في القرن التاسع عشر وبداية القرن العشرين، وميناء يوغوسلافيا بين الحرب العالمية الثانية و 1991، وميناء كرواتيا بعد استقلالها. اليوم، هو أكبر ميناء في كرواتيا حيث يبلغ حجم الشحنات 11.2 مليون طن (2016)، معظمها من النفط والبضائع العامة والبضائع السائبة، و 214,348 وحدة مكافئة عشرين قدمًا (TEUs).
في عام 2011، وقع لوكا رييكا دي دي، صاحب الامتياز لميناء رييكا عقد شراكة إستراتيجية مع شركة الدولية لخدمات محطات الحاويات. (ICTSI) وجادرنيسكا فرتا دي. دي. صاحب الامتياز الثاني لميناء رييكا، لتشغيل محطة الحاويات. تهدف الشراكة إلى توسيع قدرة المحطة إلى 600000 حاوية مكافئة. تدعو الخطة الرئيسية للتطوير، التي وضعتها مجموعة روتردام البحرية، إلى مزيد من التوسع في مرافق الميناء بحلول عام 2030، بما في ذلك بناء محطة حاويات كبيرة في أوميسلاج في جزيرة كرك. صاحب الامتياز الثالث هو جادرنيسكا نافتوفود (جاناف)، التي تدير محطة نفطية في أوميسلاج.